# Agrilus noguerae
Agrilus noguerae é uma espécie de inseto do género Agrilus, família Buprestidae, ordem Coleoptera.
Foi descrita cientificamente por Hespenheide, em 1990.